# Lerista bipes
Lerista bipes — вид сцинкоподібних ящірок родини сцинкових (Scincidae). Ендемік Австралії.

## Поширення і екологія
Lerista bipes широко поширені у північній і центральній Західній Австралії, на північному заході Південної Австралії, на півночі і в центрі Північної Території та на заході Квінсленду. Вони живуть в піщаних пустелях і напівпустелях, на сухих луках та на прибережних дюнах. 